# Арістодем
Арістодем (грец. Ἀριστόδημος) — легендарний спартанський цар, з роду Гераклідів, що правив на початку XI століття до н. е..
Арістодем був сином Арістомаха та правнуком Гілла. Родоначальник царів Спарти. Дружина Арістодема Аргія (дочка Автесіона) народила від нього двох близнюків, Еврістена та Прокла (які згодом заснували дві царські династії царів Спарти). Арістодем помер незабаром після їхнього народження.
Згідно з однією версією, він загинув у Навпакті, вражений перуном Зевса. За іншими версіями, був вражений стрілою Аполлона в Дельфах або убитий синами Пілада.
Згідно з Геродотом та Ксенофонтом, лакедемоняни стверджували, що саме Арістодем привів дорійців на територію Лаконіки.